# Sara Lennman
Sara Birgitta Maria Lennman (* 8. April 1996 in Katrineholm) ist eine schwedische Leichtathletin, die sich auf das Kugelstoßen spezialisiert hat.

## Sportliche Laufbahn
Erste internationale Erfahrungen sammelte Sara Lennman im Jahr 2013, als sie bei den Jugendweltmeisterschaften in Donezk mit der 3-kg-Kugel mit einer Weite von 15,02 m in der Qualifikation ausschied. 2015 schied sie bei den Junioreneuropameisterschaften in Eskilstuna mit 14,08 m in der Vorrunde aus und 2017 erreichte sie bei den U23-Europameisterschaften in Bydgoszcz mit 15,92 m im Finale Rang zehn. 2019 nahm sie an der Sommer-Universiade in Neapel teil und wurde dort mit 15,94 m ebenfalls Zehnte. 2021 startete sie bei den Halleneuropameisterschaften in Toruń, schied dort aber mit 16,08 m in der Qualifikation aus, wie auch bei den Europameisterschaften 2022 in München mit 16,95 m. Auch bei den Halleneuropameisterschaften 2023 in Istanbul verpasste sie mit 17,82 m den Finaleinzug. Im August startete sie bei den Weltmeisterschaften in Budapest und schied dort mit 18,05 m in der Qualifikationsrunde aus. Im Jahr darauf belegte sie bei den Europameisterschaften in Rom mit 18,16 m den achten Platz und 2025 verpasste sie bei den Halleneuropameisterschaften in Apeldoorn mit 17,80 m den Finaleinzug, ehe sie bei den Hallenweltmeisterschaften in Nanjing mit 18,45 m Neunte.
In den Jahren 2023 und 2024 wurde Lennman schwedische Hallenmeisterin im Kugelstoßen.